# 존 넬슨 다비
존 넬슨 다비(John Nelson Darby, 1800년 11월 18일~1882년 4월 29일)는 아일랜드계 영국의 성경학자이며 최초의 플리머스 형제단에서 가장 영향력있는 인물중에 한 사람이다. 그는 현대 세대주의의 아버지로 인정받으며 환란전 휴거 신학이 그에게서 시작되었다. 스코필드 관주성경도 영향을 받았다.

## 같이 보기
- 세대주의
- 종말론
- 휴거
- 플리머스 형제단
- 워치만 니